# Istituto Italiano per gli Studi Filosofici

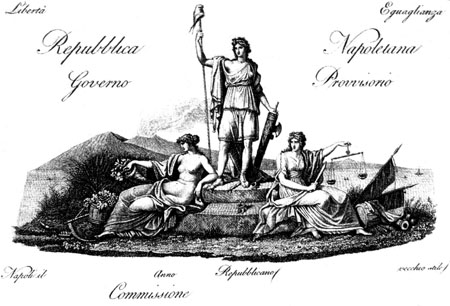
Logo dell'Istituto Italiano per gli Studi Filosofici

L'Istituto Italiano per gli Studi Filosofici (IISF), diploma d'onore del Parlamento europeo, è un'accademia culturale e scientifica privata con sede a Napoli, nel Palazzo Serra di Cassano, sede di manifestazioni culturali e di iniziative di studio di rilevanza europea.

## Storia
Fu costituito il 17 maggio 1975 a palazzo Corsini a Roma, sede dell'Accademia Nazionale dei Lincei, da Enrico Cerulli, presidente dell'Accademia, Elena Croce, figlia del filosofo Benedetto, l'avvocato appassionato di filosofia Gerardo Marotta, il filosofo Pietro Piovani e il professor Giovanni Pugliese Carratelli, storico, docente universitario, collaboratore dell'Istituto dell'Enciclopedia Italiana. Il presidente onorario è Pierluigi Celli.
Lo scopo dell'Accademia è di promuovere e sostenere gli studi filosofici e scientifici. Dispone di una biblioteca di oltre 300 000 volumi, donati da Gerardo Marotta.
L'Istituto ha promosso la fondazione di centri studi, scuole di alta formazione ed iniziative editoriali tra cui: la Scuola di studi superiori, la rivista Nouvelles de la République des Lettres, diretta da Paul Dibon e Tullio Gregory, la Scuola internazionale per gli alti studi scientifici, l'Assise del popolo napoletano contro le deroghe alle leggi sulla contabilità dello Stato, la Scuola superiore di immunologia, la Scuola di San Gimignano, la Scuola internazionale del diritto dei popoli, la Scuola internazionale di biofisica, la Scuola internazionale di biocibernetica, le scuole di alta formazione in 200 comuni del sud italia, il Centro internazionale di studi Bruniani, la Diffiety School, l'Istituto italiano per gli studi europei, il Centro di studi mediterranei, la Scuola superiore di fisica, la Sede di Heidelberg, l'Istituto italiano per gli studi filosofici e scientifici "G. Tarantino" in Gravina di Puglia, il Centro internazionale di studi classici della Magna Grecia, la Scuola europea d'alta formazione umanistica Mnemosyne e la Scuola europea di alti studi.

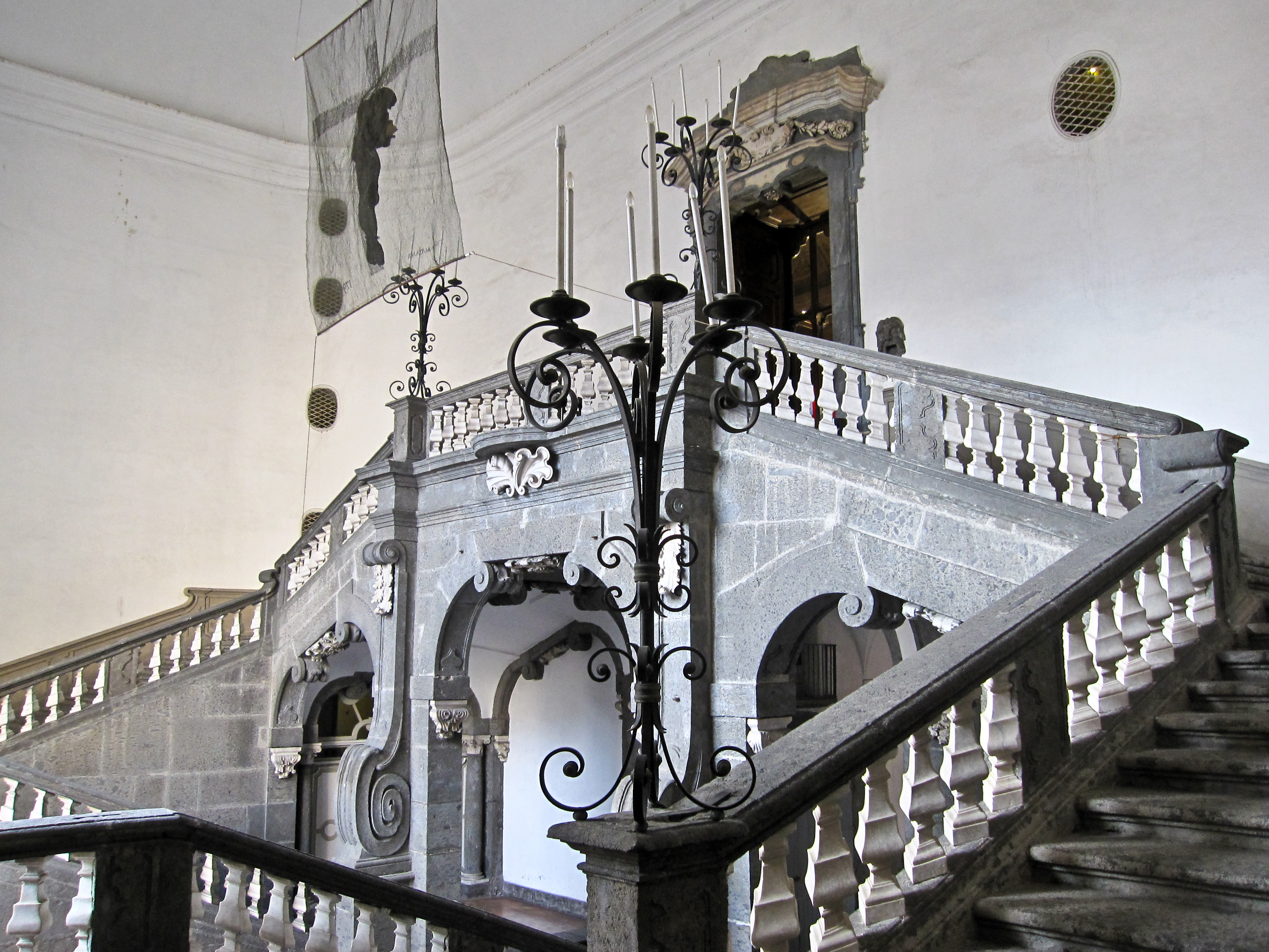
Scalone di palazzo Serra di Cassano

Sono stati inoltre istituiti: il premio internazionale per il giornalismo civile, il premio internazionale Francesco Saverio Nitti, il premio internazionale Pasquale Saraceno, il premio internazionale per la ricerca umanistica Paul Oskar Kristeller, il premio internazionale per la ricerca scientifica Antonio Ruberti ed il premio internazionale Respublica Litterarum.
Tra gli studiosi che hanno partecipato alle attività della fondazione o hanno tenuto le loro relazioni sulle ricerche compaiono: Giorgio Agamben, Norberto Bobbio, Massimo Cacciari, Paul Dibon, John Davis, Hans Georg Gadamer, Marc Fumaroli, Konrad Gaiser, Eugenio Garin, Ernst Gombrich, Francesco Gabrieli, Augusto Guzzo, Gustavo Costa, Tullio Gregory, Ferdinando Bologna, Jürgen Habermas, Dieter Henrich, Vittorio Hösle, Paul Oskar Kristeller, Raymond Klibansky, Rita Levi-Montalcini, Domenico Losurdo, Cesare Musatti, Bruno Neveu, Paul Nurse, Wolfhart Pannenberg, Luigi Pareyson, Karl Popper, Ilya Prigogine, Giovanni Pugliese Carratelli, Paul Ricœur, Lea Ritter Santini, Giuliano Scarselli, René Roques, Carlo Rubbia, Jan Sperna Weiland, Claude Tardits, Xavier Tilliette, James Tobin, Francesco Tomatis, Gianni Vattimo, Vincenzo Vitiello e Michel Vovelle.